# Бутенина, Маргарита Фёдоровна
Маргари́та Фёдоровна Буте́нина (1902, Казань — 1953, Москва) — русская, советская оперная певица (сопрано), солистка Большого театра (1932—1952).

## Биография
Маргарита Фёдоровна Бутенина родилась в Казани в 1902 году в семье Фёдора и Валентины Бутениных. Оба старших брата Маргариты Фёдоровны были репрессированы в 1930-х годах.
Пению обучалась у Марины Владимировны Владимировой (1869—1965). С 1932 по 1952 год солистка Большого театра.
Ярко и сильно звучал голос певицы в партии Брунгильды («Валькирия») в 1940 году. Исполняла она партию сказочной Милитрисы («Сказка о царе Салтане»). В партии Наташи из премьерного спектакля «Русалка» 1944 года, несмотря на красивый сильный голос, по мнению рецензентов, Бутениной не доставало артистизма.
В период Великой Отечественной войны (1941—1945) эвакуировалась вместе с труппой Большого театра в Куйбышев.
Вот как описывает эти дни В. Белов:

Приехавшие в Куйбышев с первым эшелоном разместились в школе. Меня поселили в классе химии, где вместе со мной стали жить ещё 28 человек, в том числе семьи дирижёра В. Небольсина, солистов оперы <…> М. Бутениной, Е. Межерауп. Сначала расположились прямо на полу. Постелили пальто, костюмы, натянули верёвки, а на них повесили простыни, платки и прочее — таким способом класс был разделен занавесками на несколько «квартир». Постепенно обзаводились койками, стульями, табуретками, самодельными столами — это уже комфорт.— Белов В. На сцене и в жизни: автобиографические записки, письма / В. Белов. — М.:Голос-Пресс, 1994. — С. 166
18 октября 1942 года участвовала в шефском спектакле «Черевички» для гарнизона г. Куйбышева.

Вокально и сценически убедительный образ своенравной дивчины создает в роли Оксаны Бутенина. У артистки большой, красивый голос, она музыкальна. С очень трудной партией Оксаны, Бутенина впервые выступившая в этой новой для неё роли, справилась в целом очень хорошо. Хотелось бы только большей мягкости и лирической теплоты в исполнении.— С. И. Шлифштейн «Волжская коммуна» от 4 февраля 1942 года
Помимо спектаклей и шефских выступлений, театр давал академические концерты на сценах Дворца культуры им. Куйбышева, Драматического театра, филармонии, клуба им. Дзержинского, в городском парке и на других площадках города. Маргарита Бутенина одна из постоянных участниц концертных программ Большого театра в Куйбышеве. В 1943 году артисты вернулись в Москву.
6 июня 1951 года принимала участие в вечере памяти заслуженного артиста РСФСР А. Я. Альтшулера (1870—1950), проходившего под председательством И. С. Козловского в московском Доме актёра.
Умерла в 1953 году в Москве.

### Семья
- Отец — Бутенин Фёдор Алексеевич
- Мать — Бутенина Валентина
- Брат — Бутенин Николай Фёдорович (1894—1951), инженер-химик.
- Брат — Бутенин Виктор Фёдорович (1896—1933), техник.

## Творчество
Премьерные роли в Большом театре
- 26 декабря 1935 (на сцене филиала) — Катерина Львовна — «Леди Макбет Мценского уезда» Д. Шостаковича в постановке Н. Смолича,
- 25 марта 1936 — Ильинична — «Тихий Дон» И. Дзержинского в постановке Н. Смолича,
- 21 ноября 1940 — Брунгильда — «Валькирия» Р. Вагнера в постановке С. Эйзенштейна,
- 1944 — Наташа — «Русалка» Даргомыжского.

Партии в репертуаре
- Оксана — «Черевички» Чайковского,
- Лиза — «Пиковая дама» Чайковского.
- Милитриса — «Сказка о царе Салтане» Н. Римского-Корсакова,
- Маша — «Дубровский» Э. Направника,
- Горислава — «Руслан и Людмила» М. Глинки,
- Купава — «Снегурочка» Н. Римского-Корсакова,
- Ярославна — «Князь Игорь» А. Бородина,
- Тоска — «Тоска» Дж. Пуччини,
- Аида — «Аида» Верди,
- Тамара — «Демон» А. Рубинштейна.

Записи
- 1936 — Ларина («Евгений Онегин» Чайковского, дирижёр В. Небольсин).
- 1938 — Ария русалки («Русалка» Даргомыжского, дирижёр А. Чугунов).

## Награды
- Орден «Знак Почёта» (27 мая 1951 года) — за выдающиеся заслуги в развитии советского музыкально-театрального искусства и в связи с 175-летием со дня основания Государственного ордена Ленина Академического Большого театра СССР[7].